# Effetto Purkinje

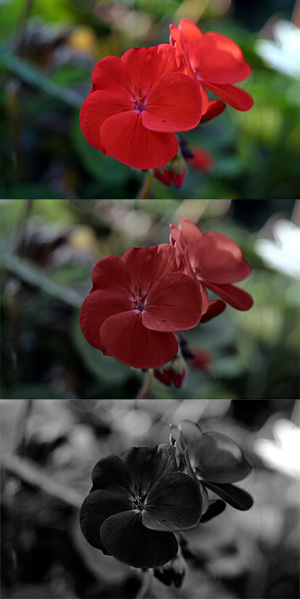
Simulazione dell'aspetto posseduto da un geranio rosso in condizioni di luce normale (visione fotopica), luce soffusa (visione mesopica) e di notte (visione scotopica).

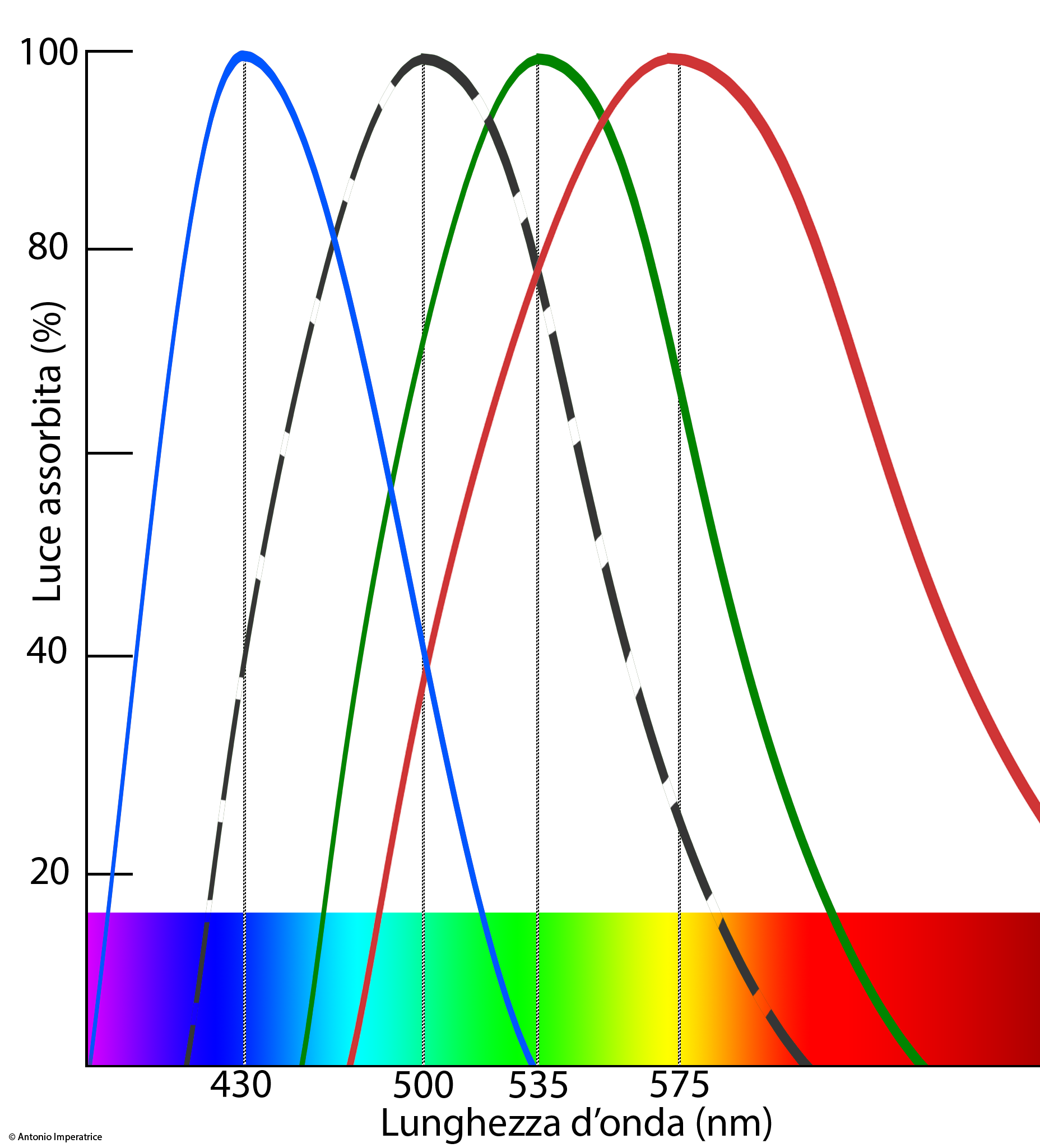
Grafico qualitativo della percezione della luce in base alle lunghezze d'onda. Le curve colorate corrispondono alla percezione dei colori nei coni mentre la curva di colore grigio tratteggiata fa riferimento alle visione dei bastoncelli.

L'effetto Purkinje (dal nome dell'anatomista ceco Jan Evangelista Purkyně che lo scoprì nel 1819) rappresenta la tendenza dell'occhio umano a percepire diversamente i colori in relazione alla quantità di luce presente nell'ambiente. In particolare in condizioni di forte luminosità si tende a distinguere maggiormente le tonalità di rosso mentre al contrario con scarsa luminosità è il blu che prevale.
Questo particolare effetto si manifesta con una variazione di contrasto. Ad esempio, alla luce del sole i fiori del geranio appaiono di un rosso brillante mentre le foglie di un verde profondo, effettuando la stessa osservazione al crepuscolo invece si può notare come la situazione si ribalti, i fiori appariranno stavolta tinti di rosso scuro tendente al nero mentre le foglie prima verde scuro risulteranno più luminose dei fiori. Se ancora effettuiamo la medesima osservazione di notte in condizioni di scarsissima luminosità l'occhio percepirà i fiori grigio scuro e le foglie grigio chiaro.
I tre differenti risultati delle precedenti osservazioni sono giustificati dal fatto che l'occhio trovandosi di volta in volta in situazioni diverse reagisce in maniera altrettanto diversa. Nel primo caso si trovava in condizioni di visione fotopica, nel secondo in visione mesopica e nel terzo in visione scotopica.
La sensibilità alla luce in visione scotopica varia con la lunghezza d'onda, benché la percezione sia essenzialmente in bianco e nero. L'effetto Purkinje non è altro che la relazione tra l'assorbimento massimo delle rodopsine, che raggiunge un massimo a 500 nm circa, e quello delle opsine nei coni, i quali lavorano maggiormente in visione fotopica.
In astronomia osservativa l'effetto Purkinje può falsare la stima della luminosità di una stella variabile quando comparata a stelle di colore diverso, specialmente se una di esse è rossa.

## Fisiologia
L'effetto si verifica perché la curva di sensibilità dei coni nella retina ha un massimo in prossimità del colore verde chiaro-giallo (circa 555 nm), mentre quella dei bastoncelli, che sono più sensibili alla luce, ma non distinguono i colori, ha un massimo in corrispondenza della luce verde-blu (circa 510 nm); i coni di conseguenza saranno più sensibili alla luce tendente al rosso, mentre i bastoncelli a quella tendente al blu.
L'effetto Purkinje entra in gioco nella fase di transizione tra visione fotopica (dove la visione è garantita dai coni) e quella scotopica (dove la visione è garantita dai bastoncelli) e cioè la visione mesopica: al diminuire della luminosità, la visione sarà progressivamente affidata sempre di più ai bastoncelli; questo causa una graduale attenuazione dei colori fino alla completa scomparsa quando i coni non saranno più influenzati e la vista si baserà esclusivamente sui bastoncelli.

## Applicazioni delle luci rosse
L'insensibilità dei bastoncelli alle maggiori lunghezze d'onda della luce ha trovato applicazione in importanti campi come ad esempio nelle camere di controllo dei sottomarini, nei laboratori di ricerca, negli aerei, o nell'astronomia osservativa.
In condizioni dove è preferibile avere sia visione fotopica che scotopica contemporaneamente, l'illuminazione a luci rosse rappresenta la soluzione ottimale. I sottomarini sono scarsamente illuminati per preservare la vista dei membri dell'equipaggio i cui occhi lavorano al buio del periscopio o con l'oscurità degli abissi e non possono passare frequentemente da condizioni di bassa illuminazione a condizioni di forte luce; i membri della sala di controllo invece hanno bisogno di luce per leggere le strumentazioni. Il problema si è risolto utilizzando luci rosse, in questo modo i coni ricevono sufficiente luce per garantire la visione fotopica e nel contempo i bastoncelli non sono saturati dalla luce rossa, poiché non sono sensibili alle lunghezze d'onda maggiori.
Analogamente, le cabine di guida degli aerei vengono illuminate di rosso quando c'è necessità da parte dei piloti di consultare la strumentazione e mantenere la visione notturna per guardare al di fuori dell'aeromobile simultaneamente.
Le luci rosse sono spesso utilizzate anche nel campo della ricerca. Molti animali da laboratorio come i topi hanno una visione fotopica limitata poiché posseggono pochissimi fotorecettori. Utilizzando le luci rosse, per l'animale è come stare al buio (i topi sono attivi di notte), ma il ricercatore i cui coni sono sensibili alle grandi lunghezze d'onda, può svolgere le procedure che non sarebbe riuscito a svolgere in condizioni di buio totale.
Per la stessa ragione negli zoo gli animali notturni vengono mostrati sotto illuminazione rossa.

## Storia
L'effetto fu scoperto nel 1819 da Jan Evangelista Purkyně. Purkyně era un polimata che era solito meditare all'alba durante lunghe camminate nei fioriti campi boemi. Purkyně notò che i suoi fiori preferiti apparivano rosso brillante nei pomeriggi assolati e molto scuri all'alba. Giunse alla conclusione che l'occhio doveva possedere due diversi sistemi adibiti alla ricezione dei colori e non uno solo, uno riservato alle intensità maggiori di luce e l'altro alle situazioni di oscurità.
Purkyně scrisse nel suo Neue Beiträge:
«Oggettivamente, il grado di illuminazione ha una grande influenza sull'intensità della qualità dei colori. Al fine di provare quanto detto in maniera più evidente, si immagini di prendere come riferimento dei colori prima dell'alba, appena inizia a schiarirsi il cielo. Inizialmente si vede solo in bianco e nero. In particolare i colori più radiosi, rosso e verde, appaiono più scuri. Il giallo non può essere distinto da un rosso rosato. Il blu diventa il colore più visibile. Le sfumature di rosso, che invece appaiono le più brillanti di giorno, cioè il carminio, il cinabro e l'arancione, diventano per pochi istanti le più scure, in forte contrasto con la loro normale brillantezza di giorno. Il verde appare più bluastro, e la sua tinta gialla si sviluppa solo con il sorgere del sole.»